# Pace di Cavour

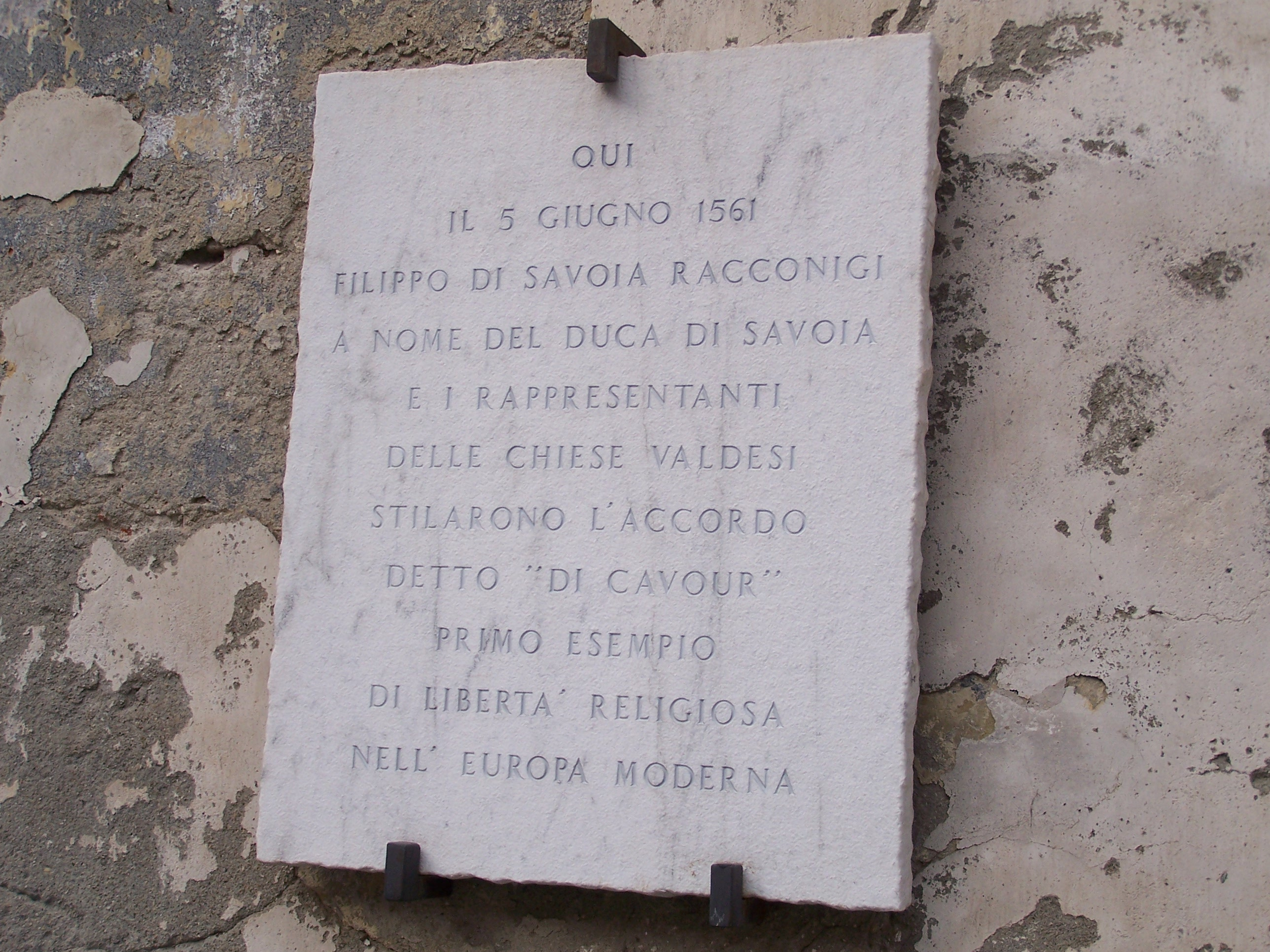
Epigrafe sulla Casaforte degli Acaja-Racconigi a Cavour

La pace di Cavour venne sottoscritta a Cavour, nella "Casaforte degli Acaja-Racconigi", il 5 giugno 1561, da parte dei ministri delle valli valdesi del Piemonte e di Filippo diSavoia-Racconigi, rappresentante del duca di Savoia Emanuele Filiberto.
I valdesi, che già agli inizi del XIII secolo furono soggetti a persecuzioni per la loro posizione antigerarchica nei confronti della Chiesa cattolica, trovarono un primo rifugio nelle vallate del Saluzzese, del Delfinato e circonvicine. Dopo anni in cui la loro presenza era stata tollerata, le persecuzioni ricominciarono, viepiù riacutizzandosi con varie sentenze di eresia, sentenze che, all'epoca, potevano condurre al rogo. Nel 1532, aderendo alla riforma protestante, i valdesi uscirono definitivamente dal mondo cattolico. Questo non fece che aumentare le persecuzioni cui veniva opposta una caparbia resistenza, anche armata, all'interno dei territori in cui la comunità valdese si era insediata. La resistenza si configurò come una quasi-guerra civile durata circa trent'anni e fu tanto efficace da costringere Emanuele Filiberto, duca di Savoia, a concedere una certa forma di libertà religiosa.
L'accordo, chiamato pace di Cavour dal luogo della sua stipulazione, poggia la sua importanza sul fatto che è considerato (insieme al successivo trattato di Turda del 1568) uno dei primi documenti ufficiali concedenti una libertà religiosa nella storia europea occidentale. La pace di Cavour garantiva alla perseguitata comunità dei sudditi sabaudi, limitatamente ad alcune parti delle valli interessate (Luserna, Perosa e San Martino), il diritto di professare pubblicamente la religione riformata.
Per quasi un secolo i valdesi godettero di una relativa tranquillità. Nell'anno 1655, infatti, con le Pasque piemontesi la comunità valdese vide rimessa in gioco la sua libertà religiosa. Dovettero nuovamente riprendere le armi e costringere il duca Carlo Emanuele II a concedere le patenti di grazia.